# Дмитрівська сільська рада (Татарбунарський район)
Дми́трівська сільська́ ра́да — колишня адміністративно-територіальна одиниця та орган місцевого самоврядування в Татарбунарському районі Одеської області. Адміністративний центр — село Дельжилер.

## Загальні відомості
Дмитрівська сільська рада утворена в 1940 році.
- Територія ради: 208,14 км²
- Населення ради: 4 151 особа (станом на 2001 рік)

## Населені пункти
Сільській раді підпорядковані населені пункти:
- с. Дельжилер
- с. Нова Олексіївка

## Населення
Згідно з переписом УРСР 1989 року чисельність наявного населення села становила 5493 особи, з яких 2672 чоловіки та 2821 жінка.
За переписом населення України 2001 року в селі мешкало 4146 осіб.

### Мова
Розподіл населення за рідною мовою за даними перепису 2001 року:
| Мова       | Відсоток |
| ---------- | -------- |
| болгарська | 92,87 %  |
| російська  | 3,32 %   |
| українська | 3,23 %   |
| молдовська | 0,41 %   |
| караїмська | 0,05 %   |
| білоруська | 0,02 %   |
| гагаузька  | 0,02 %   |

## Склад ради
Рада складається з 26 депутатів та голови.
- Голова ради: Гайдаржі Іван Георгійович
- Секретар ради: Євчева Василина Георгіївна

### Керівний склад попередніх скликань
| Прізвище, ім'я, по батькові | Основні відомості                                                         | Дата обрання | Дата звільнення |
| --------------------------- | ------------------------------------------------------------------------- | ------------ | --------------- |
| Гайдаржи Іван Георгійович   | Сільський голова, 1965 року народження, член Народно-демократичної партії | 26.03.2006   | 31.10.2010      |
| Гайдаржі Іван Георгійович   | Сільський голова, 1965 року народження, освіта вища, член Партії регіонів | 31.10.2010   |                 |

Примітка: таблиця складена за даними сайту Верховної Ради України

### Депутати
За результатами місцевих виборів 2010 року депутатами ради стали:

#### За суб'єктами висування
| Суб'єкт висування                         | Кількість обраних депутатів | %    |
| ----------------------------------------- | --------------------------- | ---- |
| Партія регіонів                           | 14                          | 53,8 |
| Самовисування                             | 6                           | 23,1 |
| Народна партія                            | 4                           | 15,4 |
| Партія промисловців і підприємців України | 1                           | 3,8  |
| Соціалістична партія України              | 1                           | 3,8  |

#### За округами
| № округу                                  | Прізвище, ім'я, по батькові | Дата визнання обраним | Освіта             | Партійна приналежність                         | Відомості про обраного депутата                              |
| ----------------------------------------- | --------------------------- | --------------------- | ------------------ | ---------------------------------------------- | ------------------------------------------------------------ |
| Народна Партія                            |                             |                       |                    |                                                |                                                              |
| 2                                         | Аргіров Василь Васильович   | 02.11.2010            | вища               | позапартійний                                  | тимчасово не працює                                          |
| 19                                        | Дімова Юлія Георгіївна      | 02.11.2010            | середня спеціальна | позапартійна                                   | Дмитрівська дільнична лікарня, медична сестра                |
| 23                                        | Русев Георгій Георгійович   | 02.11.2010            | середня спеціальна | позапартійний                                  | АТП 15143, водій                                             |
| 24                                        | Мягченко Сергій Григорович  | 02.11.2010            | вища               | позапартійний                                  | тимчасово не працює                                          |
| Партія промисловців і підприємців України |                             |                       |                    |                                                |                                                              |
| 10                                        | Євчев Сава Федорович        | 02.11.2010            | вища               | член Партії промисловців і підприємців України | Державна ветеринарна інспекція, заступник начальника         |
| Партія регіонів                           |                             |                       |                    |                                                |                                                              |
| 1                                         | Кічук Петро Семенович       | 02.11.2010            | вища               | член Партії регіонів                           | Татарбунарське управління зрошувальних систем, інженер       |
| 3                                         | Балманжи Дмитро Васильович  | 02.11.2010            | вища               | член Партії регіонів                           | Татарбунарське управління зрошувальних систем, керівник НС-2 |
| 4                                         | Євчева Василина Георгіївна  | 02.11.2010            | вища               | член Партії регіонів                           | Дмитрівська сільська рада, секретар                          |
| 5                                         | Вєлєв Іван Костянтинович    | 02.11.2010            | середня            | член Партії регіонів                           | Татарбунарське управління зрошувальних систем, регулювальник |
| 7                                         | Златов Іван Васильович      | 02.11.2010            | вища               | член Партії регіонів                           | фермерське господарство, фермер                              |
| 8                                         | Текменжи Надія Іллівна      | 02.11.2010            | середня            | член Партії регіонів                           | Татарбунарське управління зрошувальних систем, диспетчер     |
| 11                                        | Антова Олена Трифонівна     | 02.11.2010            | вища               | член Партії регіонів                           | Ізмаїльський технікум економіки та права, директор           |
| 12                                        | Златов Іван Федорович       | 02.11.2010            | вища               | член Партії регіонів                           | Татарбунарське управління зрошувальних систем, інженер       |
| 13                                        | Топал Петро Афанасійович    | 02.11.2010            | вища               | член Партії регіонів                           | ЗАТ «Лідер», голова                                          |
| 15                                        | Аргірова Ірина Афанасіївна  | 02.11.2010            | вища               | член Партії регіонів                           | Дмитрівська сільська рада, бухгалтер                         |
| 21                                        | Кічук Георгій Дмитрович     | 02.11.2010            | вища               | член Партії регіонів                           | Татарбунарське управління зрошувальних систем, гідротехнік   |
| 22                                        | Куємжи Костянтин Павлович   | 02.11.2010            | середня            | член Партії регіонів                           | Татарбунарське управління зрошувальних систем, гідротехнік   |
| 25                                        | Антов Георгій Данилович     | 02.11.2010            | середня            | член Партії регіонів                           | ЧП «Русєв», механік                                          |
| 26                                        | Волканов Степан Дмитрович   | 02.11.2010            | середня            | член Партії регіонів                           | Татарбунарське управління зрошувальних систем, водій         |
| Соціалістична партія України              |                             |                       |                    |                                                |                                                              |
| 16                                        | Панов Афанасій Михайлович   | 02.11.2010            | середня спеціальна | член Соціалістичної партії України             | Татарбунарське управління зрошувальних систем, оператор      |
| Самовисування                             |                             |                       |                    |                                                |                                                              |
| 6                                         | Дімов Леонід Іванович       | 02.11.2010            | вища               | позапартійний                                  | страхова компанія «ОРАНТА», начальник                        |
| 9                                         | Антова Валентина Миколаївна | 02.11.2010            | вища               | позапартійна                                   | Дмитрівська загальноосвітня школа, вчитель                   |
| 14                                        | Чеботар Пелагея Петрівна    | 02.11.2010            | середня            | позапартійна                                   | Татарбунарський молочний цех, лаборант-приймальник           |
| 17                                        | Кічук Григорій Васильович   | 02.11.2010            | вища               | позапартійний                                  | пенсіонер                                                    |
| 18                                        | Кічук Василь Григорович     | 02.11.2010            | вища               | позапартійний                                  | Татарбунарська школа-гімназія, вчитель                       |
| 20                                        | Куімжи Микола Прокопійович  | 02.11.2010            | вища               | позапартійний                                  | Дмитрівське СПО, голова                                      |